# Сарма (страва)
Сарма (крим. sarma) — це страва з листя винограду, капусти, щавлю та мангольду, загорнутих навколо начинки із крупи, таких як булгур або рис, фаршу або те й інше. Він зустрічається в кухнях колишньої Османської імперії від Близького Сходу до Південно-Східної Європи.

## Назва
Сарма— турецьке слово, що означає «загорнуте».
Сарми, виготовлені з листя лози, називаються yaprak sarması або yaprak dolması в Туреччині, yarpaq dolması в Азербайджані, та dolme barg mo в Ірані та warak e'nab (ورق عنب) або warak dwali (ورق دوالي) арабською мовою. У Вірменії їх називають міссов деревапатат, дереві долма і дереві сарма. У грецькій мові вони називаються γιαπράκια yaprakia, γιαπράκια γιαλαντζί yaprakia yalandzi, ντολμάδες dolmadhes, ντολμαδάκια dolmadhakia, ντολμαδάκια γιαλαντζί dolmadhakia yalandzi, σαρμάδες sarmadhes або σαρμαδακια sarmadhakia.
У болгарській та румунській мові листя капусти та лози зазвичай не розмежовують.
Листя фаршированого мангольда називають у Туреччині pazı dolması.
Фаршировані листя винограду без м'яса іноді називають yalancı dolma, що по-турецьки означає «долма брехуна». Vişneli yalancı dolması— це різновид фаршированого листя винограда, де рис заправляється корицею, духмяним перцем та м'ятою.
Листя винограду також можна використовувати для обгортання фаршированого кореня селери. Перед загортанням корінь селери фарширують рисом, приправленим корицею, сіллю, перцем, духмяним перцем, кедровими горішками та цукром. Сухі фрукти, такі як інжир та абрикос, можна додавати до рисової суміші до того, як корінь селери фарширують, загортають і запікають у духовці. Деякі варіації можуть включати айву.

## Виноградне листя
Для приготування сарми використовують тільки молоде весняне листя білих сортів винограду, яке достатньо тонке та пружнє. 
В цей час також заготовлюють листя на весь рік, його солять або стерилізують. 

## Регіональні варіанти

### Албанія
В Албанії сарма має форму сигари, найчастіше зустрічається у північних регіонах. Готується з капустяного або виноградного листя і наповнюється м'ясом, рисом і спеціями. У південній Албанії можна зустріти додану скибочку лимона. Страву можна подавати з йогуртом або напоєм на основі йогурту. Подається взимку або як страва для особливих випадків.

### Амасія і Токат
У турецьких провінціях Амасія і Токат сарма готується у стилі, подібному до маклюбе, з різними начинками. Одна версія, виготовлена з бобами, називається сармою бакла. Начинка для цього варіанту готується з сушених бобів та грубо подрібненої пшениці, що називається ярма. В суміш додають томатну пасту, воду, соняшникову олію, подрібнену цибулю, перець алеппо та спеції. Баранину вкладають на дні горщика, а загорнуту сарму додають поверх баранини. Зверху додається масло, а сарма готується разом з бараниною у воді. Готову страву подаємо догори дном. Подібна варіація з Токату фарширована сочевичною, булгурною та нутовою начинкою. Домашню пасту з червоного перцю можна замінити томатною пастою.

### Румунія та Молдова
Сармале популярний у історичних регіонах, Молдавії, Трансільванії та Валахії. Зазвичай він складається із свинини з фаршу, рису, цибулі, яєць, чебрецю та кропу, загорнутих у листя, зазвичай капустяне. Форму для готування вистеляють подрібненою капустою та квашеною капустою, прокладають беконом або свининою та сармою, а потім посипають ще квашеною капустою та гілочками кропу. Заливають водою, сумішшю соку квашеної капусти та приправ. Зазвичай його подають змамалигою та сметоною. Це традиційна страва, яку подають до Великодня та Різдва.

### Сербія
У Сербії вегетаріанська версія сарми — одна із страв, яку можна їсти під час дотримання Великого посту.

### Крим (Україна)
Назва страви «сармá», «sarmá» походить від сармакъ, sarmaq, що означає «обгортати».
В кримськотатарській кухні сарма готується з фаршем з яловичини чи баранини, який подрібнюють, змішують з рисом, цибулею та зеленню. Виноградне листя тримають в киплячій воді 2-3 хвилини, потім в нього загортають начинку, складають в каструлю та додають води. При приготуванні в каструлю кладуть перевернуту тарілку, щоб сарма не спливала, закривають кришкою та готують на маленькому вогні. 
Назва страви «долмá», «dolmá» походить від толмакъ, толдурмакъ, tolmaq, toldurmaq, що означає «наповнюватися», «наповнювати». 